# Carlos Arriagada Hurtado
Carlos Arriagada Hurtado (Vallenar, 4 de junio de 1899-¿?) fue un ingeniero civil en minas y político chileno, miembro del Partido Socialista (PS). Se desempeñó como ministro de Economía y Comercio de su país, durante la vicepresidencia de Alfredo Duhalde Vásquez entre febrero y marzo de 1946.

## Familia y estudios
Nació en la comuna chilena de Vallenar el 4 de junio de 1899, hijo de Pedro Arriagada y Manuela Hurtado. Realizó sus estudios primarios y secundarios en el Instituto Comercial de Vallenar. Continuó los superiores en la Escuela de Minas de Copiapó —establecimiento educacional con rango universitario—, titulándose como ingeniero civil en minas en 1920. Luego, viajó a los Estados Unidos para ingresar en el Wilson Engineering College de Massachusetts, donde se tituló como ingeniero estructural en 1922.
Se casó con Sara Serendero, con quien tuvo un hijo, Gustavo.

## Carrera profesional y política
Comenzó sus actividades profesionales en el Mineral de Chuquicamata, desempeñándose entre 1922 y 1928, como ingeniero de la Chilean Exportation Company. Seguidamente, se incorporó a la administración pública como funcionario del Departamento de Caminos del Ministerio de Fomento, puesto que ocupó durante nueve meses. Desde 1929 hasta 1931, ejerció como ingeniero jefe de la firma constructora Barriga Wachholtz y Alessandri.
Más adelante, se dedicó a trabajar en construcciones, y en 1933, inició una gira por los países del norte de América hasta Estados Unidos, ejerciendo su profesión y radicándose por un tiempo en Perú. En 1940, retornó a Chile y se reintegró al Ministerio de Fomento como secretario ingeniero del Departamento de Caminos.
Militó en el Partido Socialista (PS), presidiendo el primer Congreso Económico de la colectividad, realizado en 1944. Bajo la administración provisional en calidad de vicepresidente de Alfredo Duhalde Vásquez, entre el 3 de febrero y el 15 de marzo de 1946, actuó como titular del Ministerio de Economía y Comercio.
Tras lo anterior, trabajó nuevamente en construcciones, y fue consejero del Instituto de Crédito Industrial. Fue miembro de la American Society of Civil Engineers y de la American Association for The Advancement of Science, instituciones a las que se afilió en su paso por Estados Unidos.
En las elecciones parlamentarias de 1969, se presentó —en representación del PS— como candidato a diputado por Atacama, obteniendo 314 votos, equivalentes al 0.8 % de los sufragios totales, sin resultar electo.